# John Albrechtson
John Robert Albrechtson  (Göteborg, 22 juli 1936 - Göteborg, 27 augustus 1985) was een Zweeds zeiler.
Albrechtson won in 1966 samen met de Deen Paul Elvstrøm in 1966 de wereldtitel in de star. Tijdens de Olympische Zomerspelen 1968 eindigde Albrechtson als negende in de star. In 1972 werd Albrechtson vierde op de Olympische Zomerspelen. Albrechtson behaalde zijn grootste succes door in 1976 met Ingvar Hansson aan zijn zijde olympisch kampioen te worden in de tempest. In 1977 en 1978 werd Albrechtson wereldkampioen in de tempest.

## Wereldkampioenschappen
| Jaar | Plaats             | Resultaten |
| ---- | ------------------ | ---------- |
| 1966 | Kiel               | star       |
| 1971 | Puget Sound        | star       |
| 1977 | Strömstad          | tempest    |
| 1978 | Association Island | tempest    |

## Olympische Zomerspelen
| Jaar | Plaats      | Resultaten |
| ---- | ----------- | ---------- |
| 1968 | Mexico-stad | 9e star    |
| 1972 | München     | 4e tempest |
| 1976 | Montreal    | Tempest    |

1972: Vitali Dirdira / Valentin Mankin ·
1976: John Albrechtson / Ingvar Hansson